# Pseudolasius streesemanni
Pseudolasius streesemanni é uma espécie de formiga do gênero Pseudolasius, pertencente à subfamília Formicinae.